# Gàdlia
Gàdlia (en rus: Гадля) és un poble de l'óblast de Magadan, a Rússia, que el 2018 tenia 450 habitants.